# Adele Berlin
Adele Berlin (Filadelfia, 23 maggio 1943) è una biblista ed ebraista statunitense.
Fellow della John Simon Guggenheim Foundation e dell'American Academy for Jewish Research, professore di Studi Biblici all'Università del Maryland, nel 2000 viene eletta alla carica annuale di presidente della Society of Biblical Literature.
Insieme a Robert Alter e Meir Sternberg, Berlin è stata uno dei principali esponenti dell'approccio letterario al testo biblico.
Oltre al suo testo più noto Poetics and interpretation of biblical narrative, ha scritto il commento ai libri di Sofonia, Ester e Lamentazioni. Inoltre ha diretto il gruppo di redattori dall'edizione riveduta del The Oxford Dictionary of the Jewish Religion.
Nel 2004, il Jewish Book Council ha premiato Adele Berlin e il coautore Marc Zvi Brettler per il libro intitolato The Jewish Study Bible. Tanakh Translation, Torah, Nevi'im, Kethuvim., del quale un decennio hanno curato la seconda edizione.
Nel 2013, è stato pubblicato un festschrift in suo onore Built by Wisdom, Established by Understanding": Essays in Honor of Adele Berlin.